# Grek-turkiska kriget (1897)
Grek-turkiska kriget, även känt som 30-dagarskriget, var ett krig som utkämpades mellan Kungariket Grekland och Osmanska riket. Krigets omedelbara orsak var frågan över statusen för den osmanska provinsen Kreta vars grekiska majoritet länge önskat en union med Grekland. Som en följd av ett ingripande av stormakterna efter kriget, fastställdes en autonom kretensisk stat under osmanskt suzeränitet följande år, med prins Georg av Grekland som första High Commissioner. Detta var den första krigsinsatsen där den militära och politiska personalen i Grekland sattes på prov efter Grekiska frihetskriget 1821.

## Bakgrund
Vid tiden för krigets utbrott hade Osmanska riket under en längre tid upplevt ett flertal nationalistiska uppror. Ett särskilt känsligt område var Kreta, där den grekiskspråkiga majoriteten sökte autonomi eller självständighet, beroende på hur långtgående krav som ställdes. Kung Georg I av Grekland spädde på konflikten genom att stötta de grekiska nationalisterna militärt med vapen och soldater och hoppades så småningom kunna annektera ön. Den grekiska ledningen uppfattade osmanerna som militärt underlägsna, delvis på grund av det osmanska nederlaget mot Ryssland i 1877 års rysk-turkiska krig, men även på grund av andra interna stridigheter i Osmanska riket så som uppror från armeniska grupper.
Synen på den osmanska militären kom dock att visa sig föråldrad, inte minst sedan sultan Abdülhamid II hade tagit hjälp av tyska rådgivare för att reformera den osmanska armén. Några reformer som infördes under 1880- och 90-talen var ett nytt utbildnings- och övningssystem, samt en förändrad ställning för officerarna vid generalstaben. Tyska vapentillverkare tillhandahöll även moderna repetergevär.

## Historia
I slutet av 1896 utbröt ett uppror bland den grekisk-ortodoxa befolkningen på Kreta, då tillhörigt Osmanska riket. Den 21 januari 1897 landsattes grekiska trupper för att förena ön med det grekiska kungadömet. De europeiska stormakterna (Ryssland, Frankrike, Storbritannien och Italien) lade sig dock i och förklarade ön för ett internationellt protektorat. De grekiska trupperna återvände till fastlandet och korsade landgränsen mot Osmanska riket och dess proviner Thessalien och Epirus. I Thessalien hade dock turkarna sex armédivisioner med cirka 60 000 man ledda av Edhem Pasha samt en sjunde division på väg. De grekiska trupperna uppgick till cirka 46 000 man och leddes av kronprins Konstantin. Den grekiska flottan hade kontroll över havet.
I början av april korsade grekerna gränsen och försökte starta uppror i Makedonien. De grekiska och turkiska arméerna möttes vid Mati. Den turkiska numerära överlägsenheten gjorde dock att grekerna drog sig tillbaka bortom Larissa. Vid Fársala slog de grekiska trupperna läger och började planera en motoffensiv. Stridsmoralen var dock låg. I Epirus hade grekerna 40 000 man mot turkarnas 15 000 man, ledda av Achmet Hifsi Pasha. Den 18 april började turkarna att bombardera Arta men var oförmögna att erövra staden. De turkiska trupperna grävde ned sig vid Philippiada och grekerna försökte anfalla men deras offensiv misslyckades. Den 15 maj drog sig de grekiska trupperna tillbaka med stora förluster.
Den 20 september undertecknades ett fredsavtal som de europeiska stormakterna hade ordnat. Osmanska riket fick ett stort ekonomiskt krigsskadestånd och Grekland tvingades avstå ett mindre område vid gränsen mot Thessalien. Vad gäller Kreta fick dock ön genom ett avtal av den 4 december 1897 långtgående autonomi.